# Betäubungsmittel

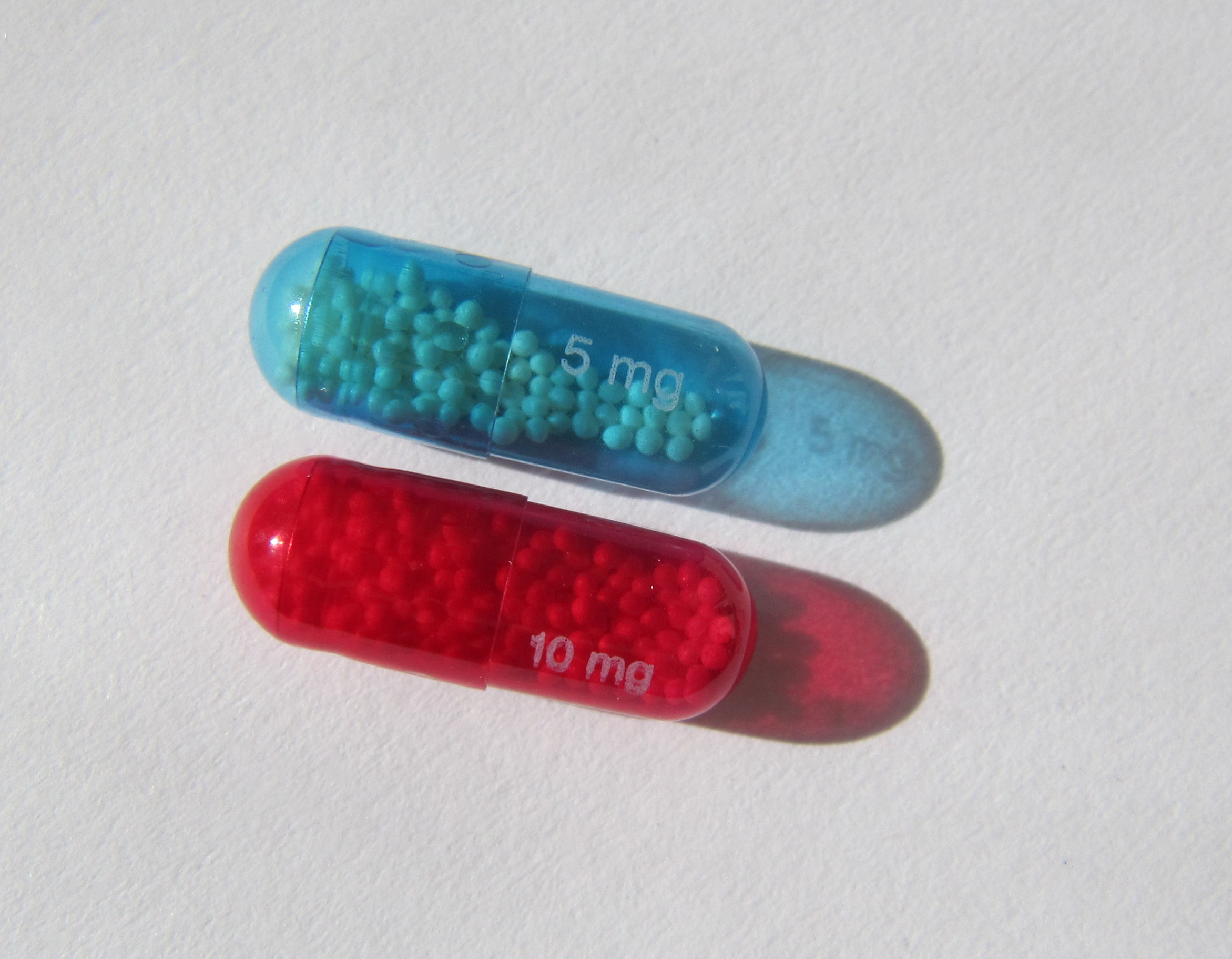
Zwei Retardkapseln Morphinsulfat (5 mg und 10 mg)

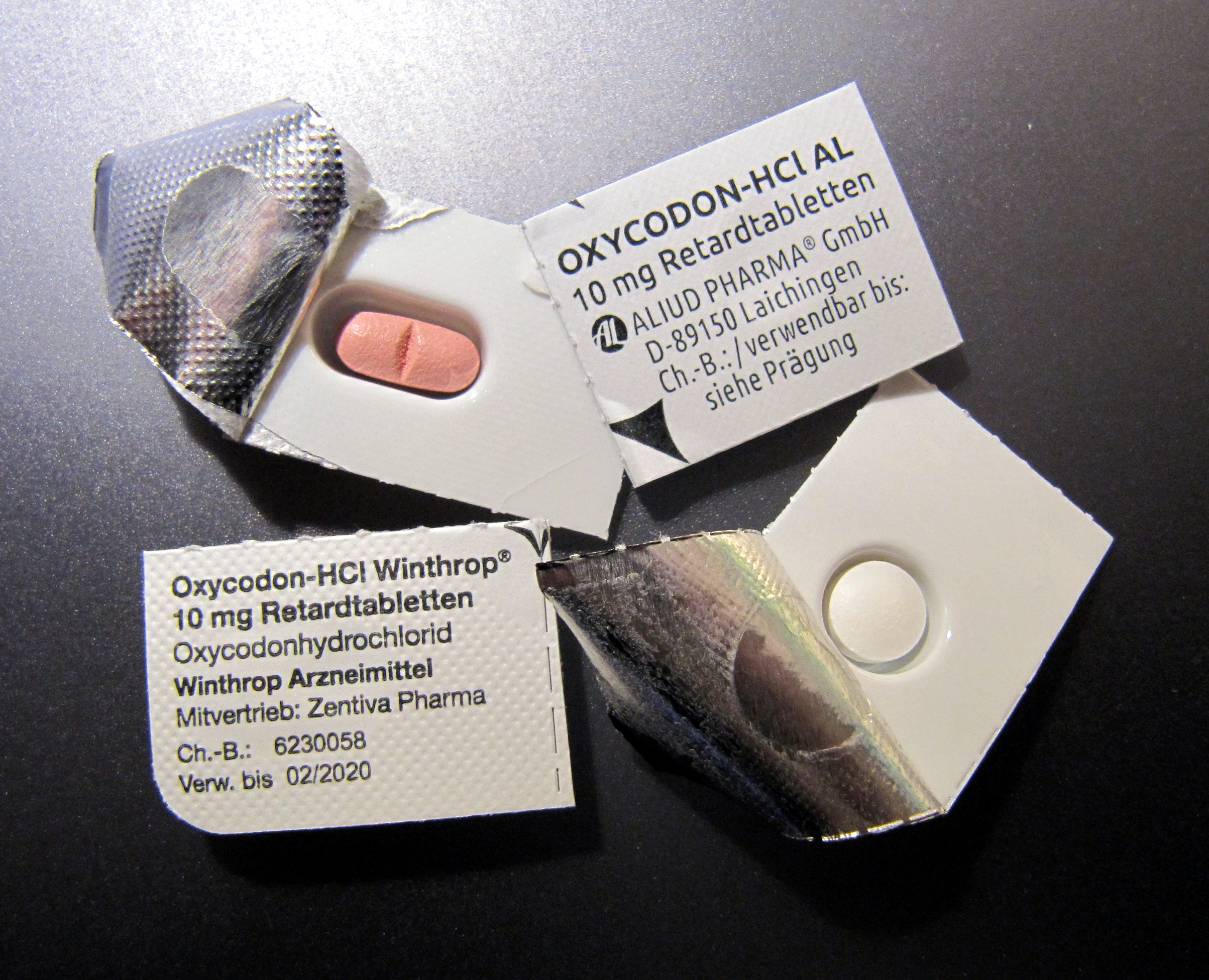
Zwei 10-mg-Tabletten Oxycodon-Hydrochlorid zweier Hersteller und Sicherheitsblister

Als Betäubungsmittel bezeichnet man heute Rauschdrogen, deren Herstellung, Verbreitung oder Besitz durch Gesetze beschränkt ist. Der Begriff Betäubungsmittel (BtM) stammt aus der Zeit zu Beginn des 20. Jahrhunderts und bezeichnete damals die zur Betäubung starker Schmerzen verwendeten Arzneimittel wie Opium, Morphin und Kokain. Nach dem Zweiten Weltkrieg entfernten sich in Deutschland und der Schweiz durch die Betäubungsmittel-Gleichstellungsverordnungen die juristischen und medizinischen Bedeutungen des Begriffs Betäubungsmittel voneinander. In Österreich wird der international übliche Begriff Narcotic Drug hingegen mit Suchtgift respektive Suchtmittel übersetzt.

## Deutschland
Im deutschen Betäubungsmittelgesetz (BtMG) werden alle Stoffe oder Zubereitungen, die in Anlage I bis III zu § 1 Abs. 1 BtMG aufgelistet sind, als Betäubungsmittel bezeichnet. Anbau, Herstellung, Handel, Einfuhr, Ausfuhr, Abgabe, Veräußerung, Inverkehrbringung und Erwerb, wofür eine Erlaubnis nach § 3 BtMG notwendig ist, sind in diesem Gesetz geregelt.
Die Medizin verwendet bevorzugt den Begriff Anästhetikum. Damit bezeichnet man Medikamente, die zur Erzeugung einer Anästhesie (Zustand einer Empfindungslosigkeit – ob örtlich oder allgemein) dienen. Teilweise überschneiden sich der juristische Begriff und der medizinische Begriff: (Beispiel: Kokain, unter anderem ein Lokalanästhetikum, untersteht betäubungsmittelrechtlichen Vorschriften), Lidocain beispielsweise wirkt ebenso lokalanästhesierend, untersteht jedoch keinen betäubungsmittelrechtlichen Vorschriften, da es – im Gegensatz zur Substanz Kokain – kein signifikantes Missbrauchspotenzial – beispielsweise als Rauschdroge – besitzt. Ebenso unterstehen Opioide zum Großteil dem Betäubungsmittelgesetz, da diese – neben einem hohen Missbrauchspotenzial als Droge, bedingt durch dessen (je nach Substanz und Applikationsart mehr oder weniger) starke psychotrope Wirkung – auch ein keineswegs zu unterschätzendes, hohes Abhängigkeitspotenzial besitzen. Nichtopioid-Analgetika (wie Ibuprofen, Acetylsalicylsäure, Paracetamol) unterstehen im Regelfall keinen betäubungsmittelrechtlichen Vorschriften, da sie nicht oder nur geringfügig psychotrop wirken und daher kein nennenswerter Missbrauch zu Rauschzwecken möglich ist. Ein weiteres Beispiel für BtM sind Methadon-Zubereitungen, die in der Drogenersatztherapie zum Einsatz kommen und in Apotheken als Rezepturarzneimittel hergestellt werden. Auch Substanzen wie etwa Amphetamin, die nicht betäubend, sondern im Gegenteil stark anregend wirken, sind BtM im Sinne des Gesetzes.

### Aufbau
Die Stoffe, die in Deutschland unter das Betäubungsmittelgesetz fallen, sind in drei Anlagen aufgeteilt:
| Anlagen nach BtMG | Status in Deutschland                                                | Beispiele                                                               |
| ----------------- | -------------------------------------------------------------------- | ----------------------------------------------------------------------- |
| Anlage I          | Nicht verschreibungsfähige und nicht verkehrsfähige Betäubungsmittel | LSD, Heroin (sofern nicht durch ein Diamorphinabgabeprogramm verordnet) |
| Anlage II         | Nicht verschreibungsfähige aber verkehrsfähige Betäubungsmittel      | Mohnstrohkonzentrat                                                     |
| Anlage III        | Verschreibungsfähige und verkehrsfähige Betäubungsmittel             | Morphin, Methylphenidat                                                 |

Die Anlage I des BtMG führt Stoffe auf, die zur Veränderung des Bewusstseinszustandes verwendet werden können wie z. B. PCP, MDMA (Ecstasy), Psilocybin und andere, auch wenn keine psychische oder physische Abhängigkeit möglich wäre (z. B. LSD, Salvinorin A). Diese unter Anlage I geführten Betäubungsmittel sind weder verkehrs- noch verschreibungsfähig. Das bedeutet, dass sie weder auf Rezept zur Abgabe an Patienten verschrieben noch im Binnenhandel zwischen den Teilnehmern des Betäubungsmittelverkehrs gehandelt werden dürfen. Der Verkehr und eine Verwendung beispielsweise zu Forschungszwecken kann per Ausnahmegenehmigung durch das BfArM gestattet werden. Bis zur Änderung der BtMVV am 10. März 2017 konnte in Deutschland Cannabis zu medizinischen Zwecken nur mittels Ausnahmegenehmigung an berechtigte Patienten abgegeben werden. Die Abgabe erfolgte in diesem Fall nicht auf ein Betäubungsmittelrezept, sondern per Abgabebelegverfahren nach Betäubungsmittel-Binnenhandelsverordnung.
Die in Anlage II geführten Betäubungsmittel sind verkehrsfähig, jedoch nicht verschreibungsfähig und werden ähnlich wie die Stoffe der Anlage I behandelt. Bei diesen Stoffen handelt es sich meist um Synthesezwischenprodukte weiterer, beispielsweise in Anlage III geführter Betäubungsmittel.
Die in Anlage III geführten Betäubungsmittel hingegen werden in der Medizin therapeutisch verwendet (z. B. Methylphenidat, Oxycodon, Morphin) und müssen dann von Ärzten mit einem speziellen Betäubungsmittelrezept verordnet werden. Die Stoffe dieser Gruppe werden als verkehrsfähige und verschreibungsfähige Betäubungsmittel bezeichnet. Einige der in Anlage III aufgeführten Stoffe (wie Codein, Dihydrocodein, Tilidin sowie ein Teil der in der Medizin angewandten Tranquilizer aus der Gruppe der Benzodiazepine) sind von der Betäubungsmittelverschreibungsverordnung ausgenommen und dürfen auf einem üblichen, „normalen“ Rezept verschrieben werden, wenn die Präparate gewissen, festgelegten Anforderungen entsprechen, die einen Missbrauch etwas einschränkt bzw. unattraktiver macht. Diese Präparate sind dann lediglich rezeptpflichtig.
Im Übrigen erfordern Auslandsreisen mit verschreibungsfähigen Betäubungsmitteln nach dem Schengener Abkommen Bescheinigungen vom verschreibenden Arzt (Muster bei der BOPST am BfArM), die vom Gesundheitsamt bestätigt werden müssen.